# Serrat de Puigalí
El Serrat de Puigalí és un serrat situat en el terme municipal de la Vall de Boí, a la comarca de l'Alta Ribagorça, i dins de la zona perifèrica del Parc Nacional d'Aigüestortes i Estany de Sant Maurici.
És el més occidental dels serrats que davallen de lo Campo cap a la riba dreta del Riu de Sant Nicolau i la seva elevació màxima és d'uns 2,200 metres. Està situat a ponent del Serrat de Mig (la Vall de Boí) i a llevant del Serrat de l'Hortó, flanquejat per les Canals de la Pleta Xica (oest) i del Serrat Gran (est).